# The Curse of Iku
Pour plus de détails, voir Fiche technique et Distribution.
The Curse of Iku est un film muet d'aventures américain, réalisé par Frank Borzage, sorti en 1918.

## Synopsis
Au XIXe siècle, Allan Carroll, un marin américain, est victime d'un naufrage au Japon et est secouru par Yori. Le Prince Iku, qui veut que tous les étrangers entrant sur le sol japonais soient tués, envoie sa sœur Omi San enquêter, mais elle tombe amoureuse d'Allan. Iku s'empare d'Allan et Yori, mais Allan tue Iku et arrive à d'échapper vers l'Amérique.
Cinquante ans plus tard, Iku III est envoyé en Amérique et travaille dans une maison où Allan Carroll III se trouve être invité. Pour venger son grand-père, Iku kidnappe la fiancée d'Allan, Virginia, et fuit au Japon. Avec l'aide d'un groupe de marins américains, Allan tue Iku et retrouve Virginia, mais la vieille Omi San est tuée elle aussi dans la bataille.

## Fiche technique
- Titre original : The Curse of Iku
- Réalisation : Frank Borzage
- Scénario : Catherine Carr
- Production : M. Blair Coan
- Société de production : The Essanay Film Manufacturing Company
- Société de distribution : George Kleine System
- Pays d’origine :  États-Unis
- Langue : anglais
- Format : Noir et blanc - 35 mm - 1,37:1 - Muet
- Genre : Aventures
- Durée : 7 bobines
- Date de sortie :
  - États-Unis : 1er mars 1918

## Distribution
- Frank Borzage : Allan Carroll et Allan Carroll III
- Tsuru Aoki : Omi San